# Владиче (район Перемишля)
Владиче - традиційна назва району у східній частина середмістя Перемишля. Від поч. XVI до кін. XVIII року, тут розташовувався осідок православних, а згодом греко-католицьких єпископів - "владик", звідки походить назва. Основна частина району, разом із прилеглим оборонним муром була збудована в часи православного єпископа Антонія Радиловського. Збереглась дзвіниця греко-католицького собору часів Атанасія Шептицького, згодом названа Годинникова вежа (пол. Wieża zegarowa). Збереглась вулиця під назвою Владиче (пол. Władycze).

## Історія
Після захоплення Перемишля латинськими феодалами та усунення із середмістя представників православної знаті та руського віровизнання, східна частина міста довший час залишалась не заселеною. У 1500 році, православному єпископу, було дозволено знову поселитись в межах міста, у східній частині на ділянці коло Львівської дороги. Після будівництва нового мурованого катедрального храму, та переселення сюди єпископа із храму Успіння на Вовчому, навколишня територія залишалась порожньою. В 1550 році православний єпископ Антоній Радиловський отримав у короля Сигизмунда Августа привілей на забудову території навколо собору, за умови спорудження із навколо муру, що буде захищати місто із східного боку. На підставі цього привілею, єпископ забудував будинками простір району, в якому поселив своє духовенство, службовців та ремісників, котрі підлягали винятково його юрисдикції. В зв'язку із тим, частина міста отримала назву "Владиче", як власність "владики" - єпископа. Жителі району сплачували єпископу, а згодом капітулі чинш (податок). Відповідно до привілею, протягом кількох років єпископ Антоній збудував східну муровану оборонну стіну із - від південного боку Львівської брами, аж що вежі ковалів, де був розміщений у стіні хрест, котрий означав кінець єпископського муру. Фрагмент саме цієї частини перемиських середньовічних фортифікацій, залишився після їх демонтажу в австрійський період.

## Галерея

Владиче у XVII ст. на чернетці Л. Гаусера із стіною єп. Антонія.
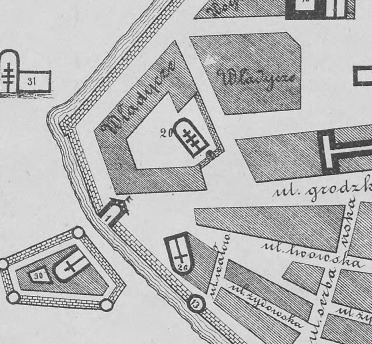
Район Владиче на плані міста XVII ст. на карті Л. Гаусера
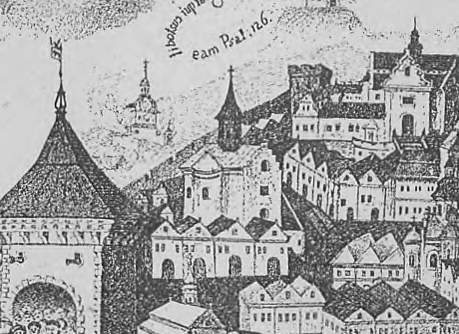
Панорама району Владиче на рисунку XVII ст.
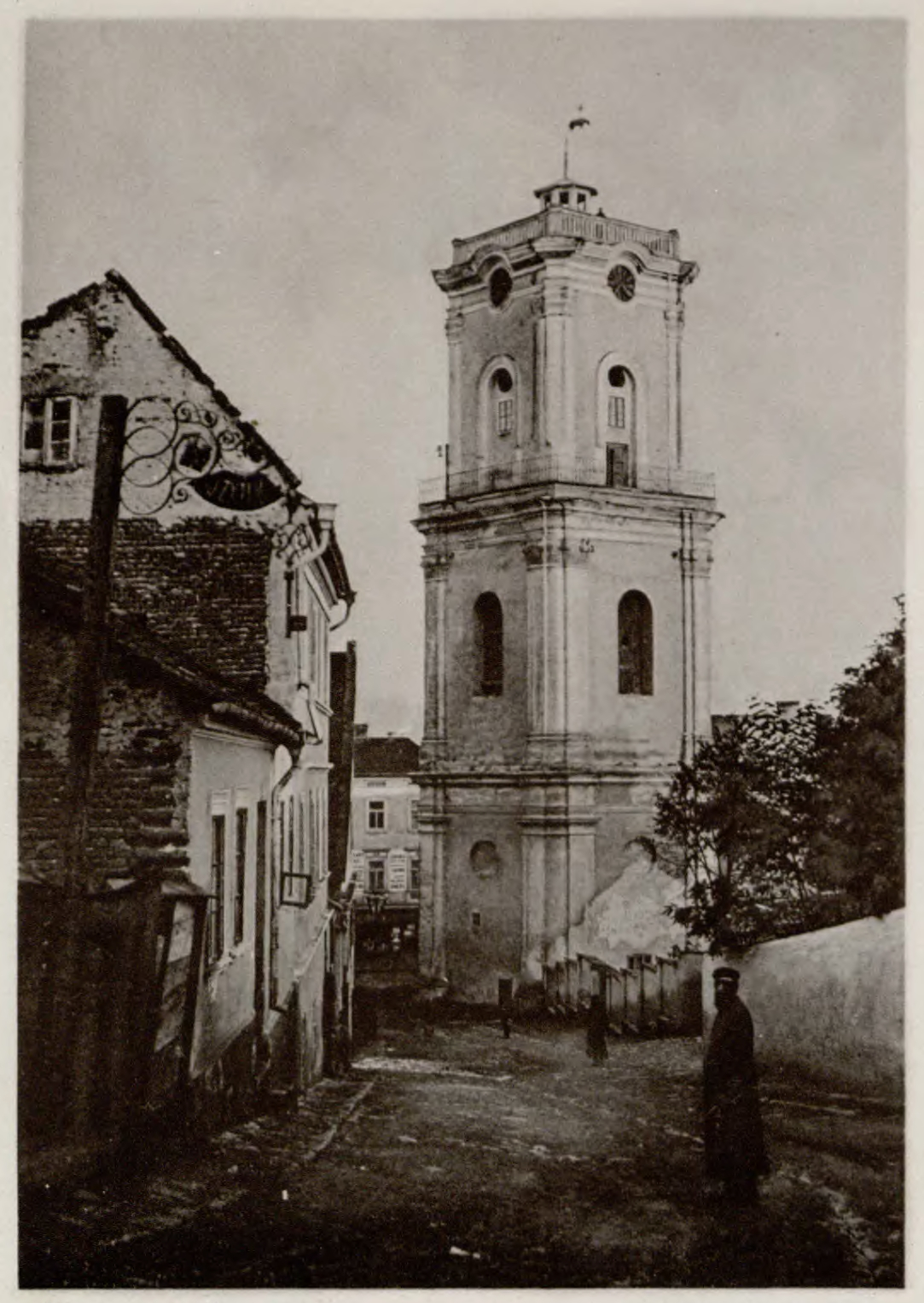
Одна із вулиць Владичого у 1910-х роках.
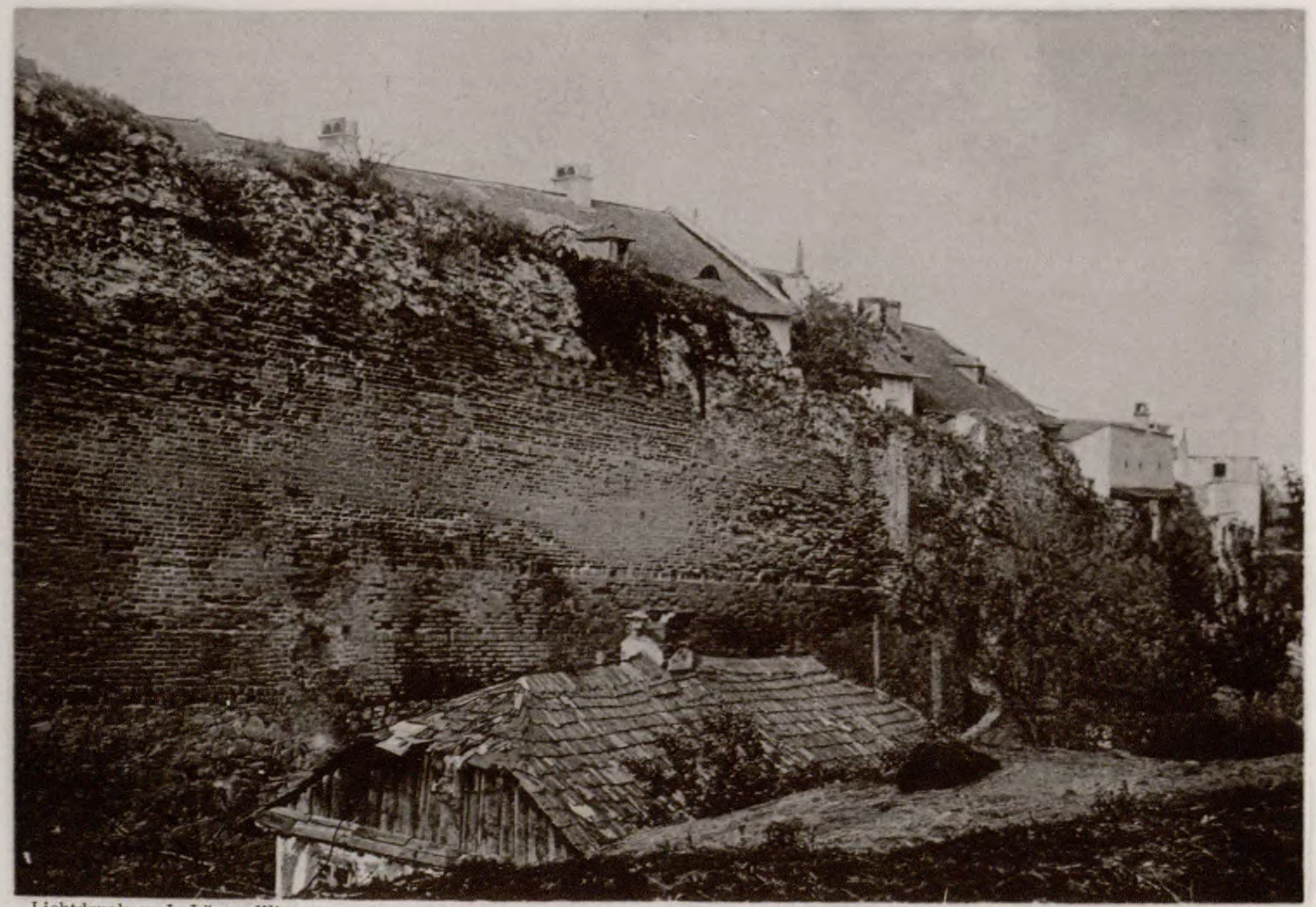
Залишки східної оборонної стіни єп. Антонія у 1910 -х роках.
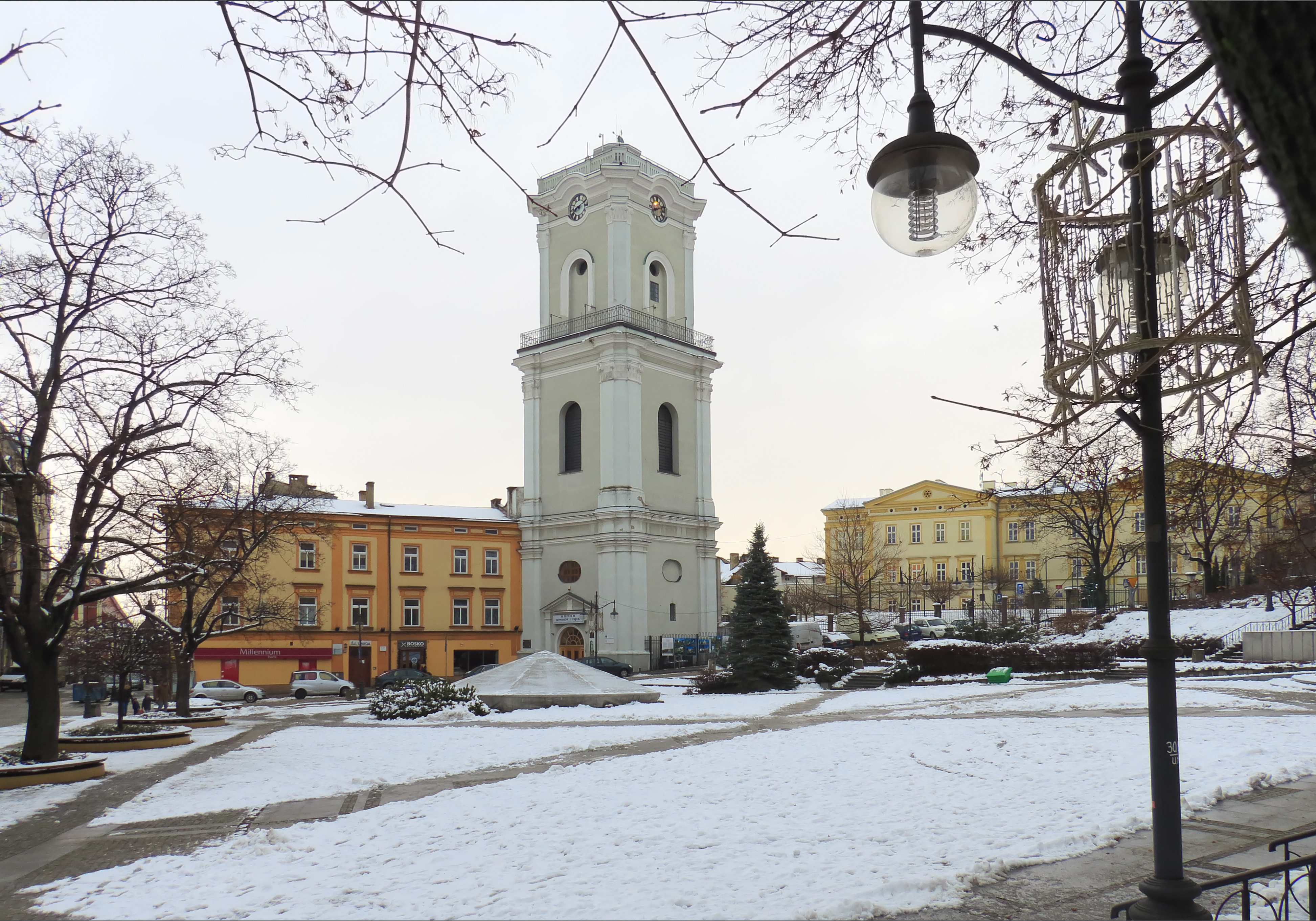
Вид на вежу Атанасія та південну частину Владичого у 2017 р.